# Cruces de Leonor

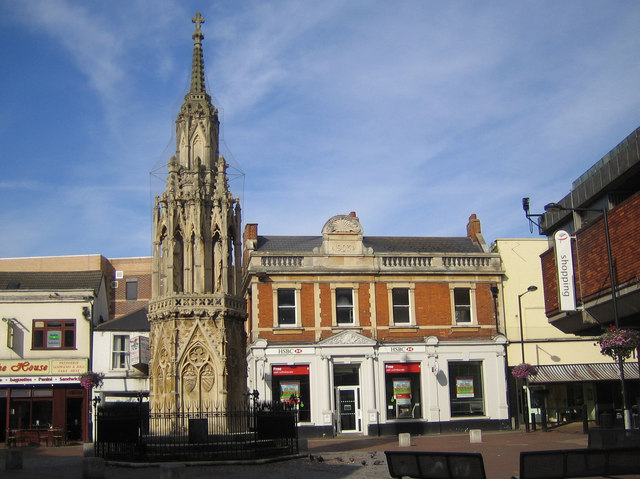
Cruz de Leonor en el centro de la Waltham Cross, Hertfordshire.

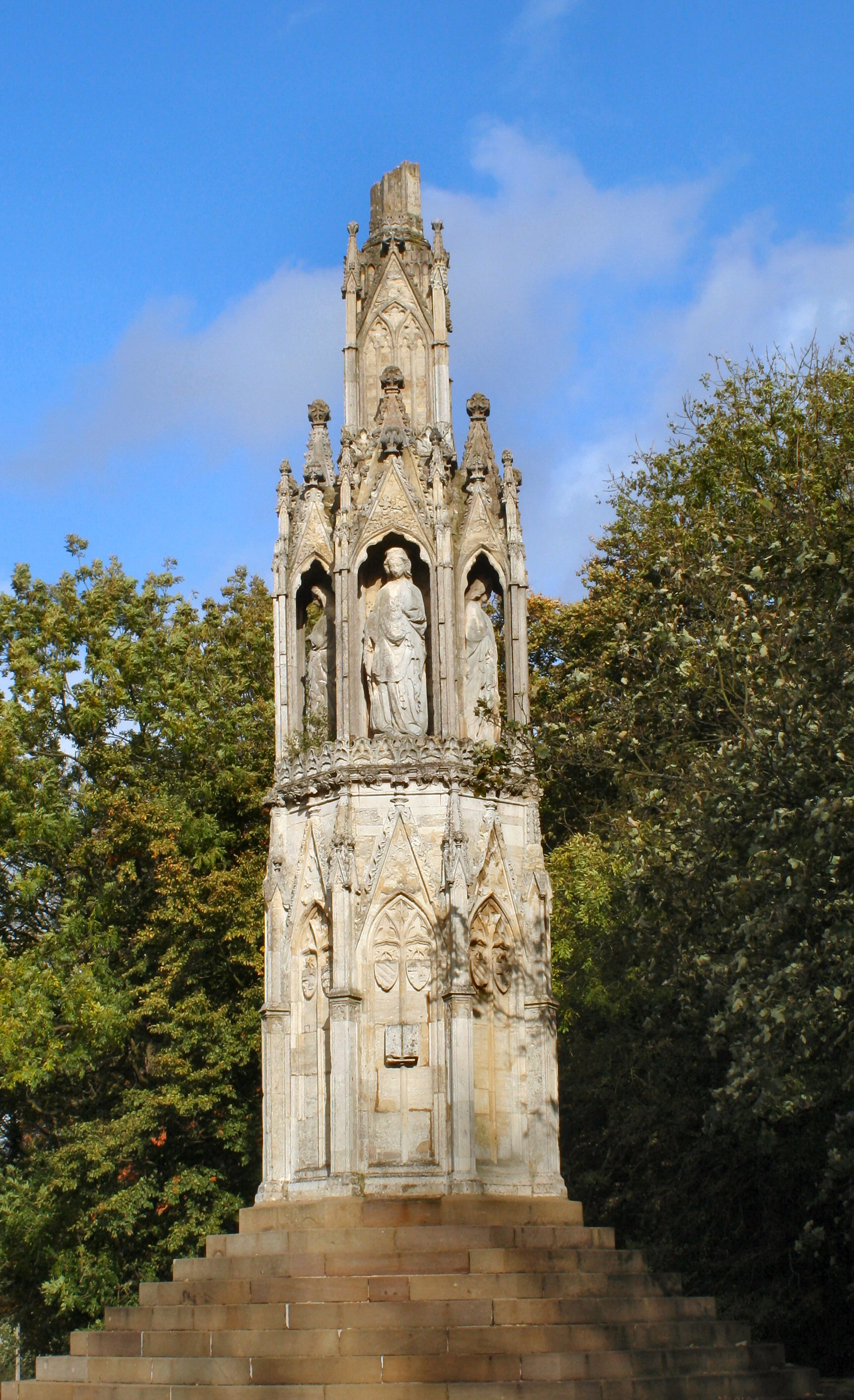
Cruz de Leonor en Northampton

Las cruces de Leonor (en inglés: Eleanor crosses) fueron doce monumentos en forma de cruz originalmente de madera, más tarde en piedra, ricamente decorados y que trazaban una línea en la parte oriental del Sur de Inglaterra, entre Harby (cerca de Lincoln) y Londres.

## Historia
Eduardo I de Inglaterra mandó erigir las cruces entre 1291 y 1294 en memoria de su esposa Leonor de Castilla. Las cruces marcan los lugares de reposo nocturno a lo largo de la ruta que siguió el traslado del cadáver en procesión hasta Londres. Solo tres sobreviven intactas a día de hoy en Geddington, Hardingstone y Waltham. Varios artistas trabajaron las referidas cruces, como demuestran las cuentas de la Corona. Se cree que el principal escultor de las figuras fuera Guillermo de Irlanda que también colaboró con él el escultor inglés Alexander de Abingdon.

## Charing Cross
El lugar donde se encontraba la última cruz (Charing Cross) se considera el centro de Londres a efectos del cálculo de distancias.

## Listado de cruces de Leonor
- Lincoln: 53°12′51″N 00°32′47″O / 53.21417, -0.54639
- Grantham: 52°54′37″N 00°38′25″O / 52.91028, -0.64028
- Stamford: 52°39′22″N 00°29′37″O / 52.65611, -0.49361
- Geddington: 52°26′15″N 00°41′07″O / 52.43750, -0.68528
- Hardingstone, Northamptonshire: 52°13′02″N 00°53′50″O / 52.21722, -0.89722
- Stony Stratford: placa en 52°03′32″N 00°51′24″O / 52.05889, -0.85667
- Woburn: 51°59′20″N 00°37′10″O / 51.98889, -0.61944
- Dunstable: 51°53′10″N 00°31′16″O / 51.88611, -0.52111
- St Albans: 51°45′04″N 00°20′26″O / 51.75111, -0.34056
- Waltham (actual Waltham Cross): 51°41′09″N 00°01′59″O / 51.68583, -0.03306
- Westcheap (actual Cheapside): 51°30′51″N 00°05′41″O / 51.51417, -0.09472
- Charing (actual Charing Cross): 51°30′26″N 00°07′39″O / 51.50722, -0.12750